# 國會站 (渥太華輕鐵)
國會站（英語：Parliament Station）是一座位於加拿大渥太華的輕軌車站，是渥太華輕鐵1號線和建設中的3號線的途徑車站。因其靠近加拿大國會山莊而得名。
該站一直存在臭味，且未能解決。

## 站內藝術
本站內包含兩件藝術品：由道格拉斯·庫普蘭（英語：Douglas Coupland）以湯姆·湯姆森（英語：Tom Thomson）的「傑克松」（英語：Jack Pine）爲基礎所創作的位於車站大廳天花板的壁畫「孤松日落」（英語：Lone Pine Sunset），以及由珍妮弗·斯特德（英語：Jennifer Stead）所設計的位於聯邦線兩軌之間的線性雕塑「足跡：回家與外出」（英語：Trails: home and away）。

## 車站結構
| 地面層          | 街道                    | 出入口                 |
| 地下一層        | 遺產大樓                | 出入口                 |
| 地下二層 站廳層 | 站廳                    | 自動售票機、進出站閘機 |
| 地下三層 站台層 | 側式站台，右側開門      | 側式站台，右側開門     |
| 地下三層 站台層 | 1號線往特尼牧場（萊昂） |                        |
| 地下三層 站台層 | 1號線往布萊爾（麗都）   |                        |
| 地下三層 站台層 | 側式站台，右側開門      |                        |

## 出口
| 北出口   | 女王街（英語：Queen St） 奧康納街（英語：O'Connor St） | 加拿大國會山莊 國家戰爭紀念碑 火花街 渥太華中心圖書館 | R-1 6 7 11 15 16 17 N57 N61 N75       |
| 南出口A  | 奧康納街（英語：O'Connor St）                  | 加拿大國會山莊 國家戰爭紀念碑 火花街 渥太華中心圖書館 | R-1 6 7 11 15 16 17 18 19 N57 N61 N75 |
| 南出口B  | 女王街（英語：Queen St）                    | 加拿大國會山莊 國家戰爭紀念碑 火花街 渥太華中心圖書館 | R-1 6 7 11 15 16 17 18 19 N57 N61 N75 |
| 室內出口 |                                     | 永明金融中心                                          |                                       |
| 地下出口 |                                     | 遺產大樓                                              |                                       |

## 外部鏈接
- 站臺網站（英文）（页面存档备份，存于）